# Концевой, Зиновий Абрамович
Зиновий Абрамович Концевой (при рождении За́лман Авру́мович Канцево́й; 19 июля (1 августа) 1903 — 1 февраля 1990) — участник Великой Отечественной войны, начальник инженерных войск 60-й армии 1-го Украинского фронта, Герой Советского Союза, полковник, кандидат военных наук (1950).

## Биография
Родился 19 июля (по старому стилю) 1903 года в Никополе Екатеринославской губернии, в семье никопольского мещанина Аврума Айзиковича Канцевого и Леи Канцевой. Еврей. Окончил 3 класса Народного училища в 1913 году. Работал обувщиком в Херсоне.
В Красной Армии с 1920 года. Член ВКП(б)/КПСС с 1920 года. Участник Гражданской войны с мая по декабрь 1920 года, участвовал в боях против Врангеля. В 1926 году окончил военно-инженерную школу. В 1926—1929 годах командовал инженерными подразделениями и частями. В 1935 году окончил Военно-инженерную академию. В 1937-1939 годах служил на должности начальника инженерной службы 1 моторизованной дивизии МВО и 33 стрелково-пулемётной бригады ЛВО. В 1939-1942 годах проходил военную службу в Ленинградском военно-инженерном училище.
Участник Великой Отечественной войны с апреля 1942 года. С апреля по сентябрь 1942 года — начальник штаба 1 Сапёрной армии, в 1942—1943 годах — начальник штаба инженерных войск Сталинградского (Донского) и Центрального фронтов, в 1943—1945 годах — начальник инженерных войск 60-й армии 1-го Украинского фронта.
Полковник Зиновий Концевой при форсировании Днепра севернее столицы Украины Киева в сентябре 1943 года проделал большую работу по изысканию средств переправы, использованию подручных материалов для постройки плотов, штурмовых мостиков и паромов. Под его непосредственным руководством было своевременно наведено четыре наплавных моста, что позволило быстро начать переправу войск, транспорта и артиллерии на плацдарм.
После войны З. А. Концевой продолжал службу в армии. В 1948 году он окончил Военную академию Генерального штаба. С октября 1945 года занимал должность начальника инженерных войск Кубанского Военного округа, в 1946 году — начальник инженерного отдела Кубанского Территориального округа. С августа 1946 года по август 1960 года преподавал в ВВА имени К. Е. Ворошилова (ныне — Военная академия Генерального штаба ВС РФ). С января по октябрь 1961 года проходил службу в Военно-инженерной академии им.В.В.Куйбышева. С октября 1961 года генерал-майор З. А. Концевой — в запасе.
Жил и работал в Москве. Похоронен в Москве на Хованском Центральном кладбище.

## Награды
Указом Президиума Верховного Совета СССР от 17 октября 1943 года за умелое руководство инженерными войсками армии, образцовое выполнение боевых заданий командования на фронте борьбы с немецко-фашистскими захватчиками и проявленные при этом мужество и героизм полковнику Концевому Зиновию Абрамовичу присвоено звание Героя Советского Союза с вручением ордена Ленина и медали «Золотая Звезда» (№ 1887).
Награждён ещё одним орденом Ленина, 3 орденами Красного Знамени, орденами Кутузова 2-й степени, Отечественной войны 1-й степени, Красной Звезды, медалями.

## Память
Имя З. А. Концевого высечено в Зале Славы мемориала Победы на Поклонной горе и на обелиске Киевского мемориала.